# Movila Banului
Movila Banului là một xã thuộc hạt Buzău, România. Dân số thời điểm năm 2002 là 2798 người.